# Hosseiniyeh

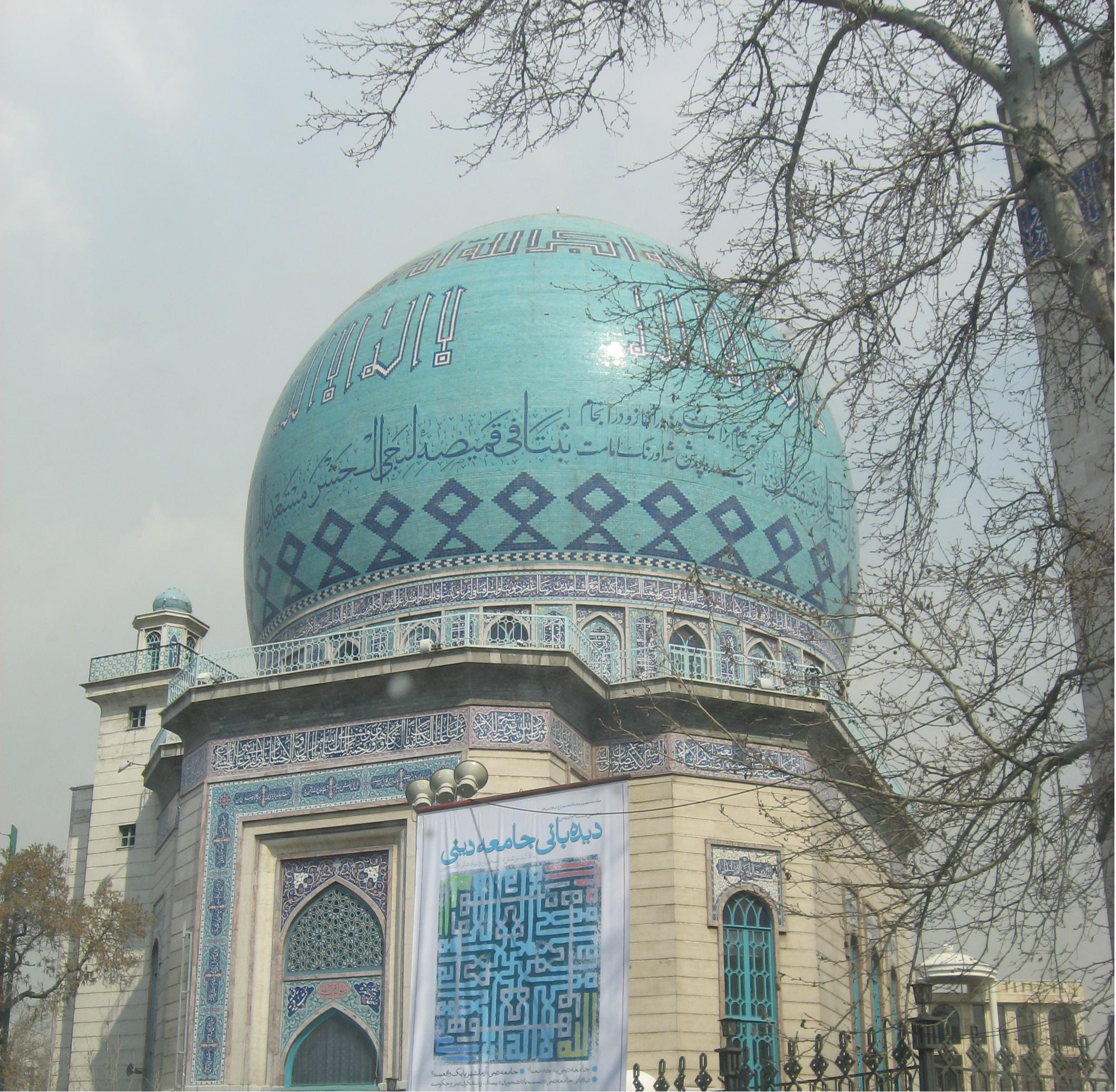
Hosseiniyeh Ershad à Téhéran

Un Hosseiniyeh (arabe: حسينية) est une salle de rassemblement pour les cérémonies rituelles chiites en particulier celles associées aux commémorations du mois de Muharram et du martyre de Hussein.